# Nattern- und Vipernartige
Zu den Nattern- und Vipernartigen (Colubroidea) gehören etwa 80 % der ungefähr 3000 Schlangenarten. Zu der Gruppe gehören alle in Mitteleuropa heimischen Schlangen, so die Ringelnatter und die Kreuzotter. Innerhalb der Gruppe ist die Produktion von Schlangengiften, um Beute zu lähmen oder zu töten, weit verbreitet.

## Merkmale
Ihre Monophylie ist durch die Schädelanatomie, speziell geformte Rippenknorpel und Merkmale der Körpersegmentierung belegt.
Hussam Zaher und Kollegen geben insgesamt acht Synapomorphien für das Taxon an, das bei ihnen den Namen Colubroides trägt.
Dazu gehören der Verlust der rechten Arteria carotis, die Verbindung der Intercostalarterien mit der Aorta dorsalis (Rückenaorta) im Abstand von mehreren Körpersegmenten, spezialisierte, erweiterte Rippenknorpel, einige spezielle Muskeln, darunter der Musculus spinalis und ein bestachelter Hemipenis.

## Systematik
Im Folgenden wird eine aktuelle Systematik der Colubroidea mit sieben Familien wiedergegeben. Zur neuen Familie Lamprophiidae zählen afrikanische, ursprünglich den Nattern zugerechnete Taxa, die näher mit den Giftnattern (Elapidae) verwandt sind, als mit den Nattern. Zusammen mit ihren engsten Verwandten, den Warzenschlangen (Acrochordidae) bilden die Colubroidea das Taxon Caenophidia.
- Überfamilie Nattern- und Vipernartige (Colubroidea)
  - Familie Nattern (Colubridae) (weltweit)
    - Unterfamilie Eigentliche Nattern (Colubrinae)
    - Unterfamilie Grayiinae
    - Unterfamilie Calamarinae
    - Unterfamilie Dipsadinae (Amerika)
    - Unterfamilie Pseudoxenodontinae  (Asien)
    - Unterfamilie Natricinae (weltweit)
    - Unterfamilie Scaphiodontophiinae

  - Familie Lamprophiidae (Afrika)
    - Unterfamilie Aparallactinae
    - Unterfamilie Erdvipern (Atractaspidinae)
    - Unterfamilie Lamprophiinae
    - Unterfamilie Psammophiinae
    - Unterfamilie Prosymninae
    - Unterfamilie Pseudaspidinae
    - Unterfamilie Pseudoxyrhophiinae

  - Familie Giftnattern (Elapidae) (weltweit)
    - Unterfamilie Echten Giftnattern (Elapinae)
    - Unterfamilie Seeschlangen und australoasiatische Giftnattern (Hydrophiinae)

  - Familie Wassertrugnattern (Homalopsidae) (Asien)
  - Familie Vipern (Viperidae) (weltweit)
    - Unterfamilie Fea-Vipern (Azemiopinae)
    - Unterfamilie Grubenottern (Crotalinae)
    - Unterfamilie Echte Vipern (Viperinae)

  - Familie Pareidae (Asien)
  - Familie Höckernattern (Xenodermatidae) (Asien)